# إيليا بن عبيد
إيليا بن عبيد أو إيليا الجوهري كان عالم لاهوت (كلام)، وفيلسوفًا، وقانونيًا، ومؤرخًا لكنيسة المشرق. كان أسقفًا للقدس من عام 878 أو 879 حتى عام 893 ثم رئيسًا لأساقفة دمشق.  كتب باللغة العربية. وتوفي بعد سنة 903م.

## الحياة
من المحتمل أن يشير لقب الجوهري، الذي يعني "الصائغ"، إلى عمل عائلة إيليا. يُطلق عليه ابن المقفع لقب علي بن عبيد، ويستخدم لقب البناء. قبل أن يصبح أسقفًا، كان يعيش في محيط بغداد، عاصمة الخلافة العباسية وأكبر مدنها.
كان إيليا أسقفًا للقدس منذ عام 878 أو 879، وكان مساعدًا لأسقف [الإنجليزية] دمشق. تم تكريسه رئيس أساقفة دمشق من البطريرك البطريرك يوحنا الثالث [الإنجليزية] في 15 تموز 893. على حد تعبير عمرو بن متى، الذي يستخدم تواريخ التقويم الهجري والتقويم السلوقي، "في منتصف [تموز] من عام 280 من [الهجرة]، أي عام 1204 من العصر السلوقي [...] في يوم رسامته، رسم [يوحنا] إلياس بن عبيد، أسقف القدس، مطرانًا على دمشق."
بصفته رئيسًا للأساقفة، كان إيليا مطرانًا على خمس أبرشيات: حلب ، القدس، منبج ، المصيصة، طرسوس وملطية. كان لقبه الرسمي "مطران دمشق والقدس والساحل"، والساحل هو قيليقية.

## الكتابات
وقد نُسبَت إلى إيليا ثلاثة أعمال: كتاب اجتماع الأمانة، وكتاب تسلية الأحزان ، وكتاب مجموعة القوانين الكنسية العربية.

### علم الكلام (اللاهوت)
في كتاب اجتماع الأمانة، يقارن إيليا بين اعترافات كنيسة المشرق واليعاقبة والملكانيين. وقد بقيت هذه المخطوطة في مخطوطتين: مكتبة بودلي MS Ar. أوري 38 (هنتنغتون 240)، تم نسخها في القرن السادس عشر بالخط العربي في مصر، ومخطوطة الفاتيكان Vat. ar. 657،  نسخت سنة 1692 باللغة السريانية الشرقية الكرشونية في العراق.
إن تأليف هذا العمل محل نزاع. وتشير ملاحظة في مخطوطة الفاتيكان إلى أن "إيليا الجوهري، مطران القدس، أعاد كتابة أو نسخ الرسالة التالية". تنسب مخطوطة بودليان الرسالة ليس إلى إيليا بل إلى علي بن داود الأرفادي. يقدم عالم القرن الثالث عشر المؤتمن بن العسال في الفصل الثامن من كتابه "مجموع أصول الدين وتقاليد المعارف الموثوقة" ملخصًا لكتاب اجتماع الأمانة. وكان مؤلف النص غير مؤكد في ذلك الوقت. وينسبه إلى "إيليا عاهل القدس"، ويضيف أنه "يقال أيضًا إن هذه الرسالة لعلي بن داود". يشير جيانفرانكو فياكادوري [الإنجليزية] إلى أنه لم يكن هناك أبدًا مطارنة القدس في كنيسة المشرق، بل أساقفة فقط.

### الفلسفة
تسلية الأحزان،  المنسوبة في المخطوطة إلى "إيليا، أسقف القدس"، كانت نصًا فلسفيًا شائعًا وقد بقيت في ثماني مخطوطات. وهو مستوحى ومقتبس بسخاء من كتاب فن تبديد الأحزان للفيلسوف المسلم الكندي. واعتبر الفيلسوف المصري الحديث عبد الرحمن بدوي أن هذه الرواية "ذات أهمية فلسفية قليلة". وقد كُتبت هذه الرسالة على شكل رسالة إلى صديق مسيحي مجهول الهوية وقع في العار. ويذكر اسم اثنين من المسيحيين الذين وقعوا في العار في زمن إيليا: أبو أيوب وأبو القاسم. من المحتمل أن يتم التعرف عليهما مع أبو أيوب سليمان بن وهب وابنه أبو القاسم عبيد الله بن سليمان، وكلاهما خدما لفترة في الوزارة العباسية وتم القبض عليهما وسجنهما في عام 878 أو 879. وبما أن إيليا لم يكن أسقفًا بعد عندما كتب وكان يعيش في محيط بغداد في ذلك الوقت، فلا بد أنه كان يكتب قبل عام 878-879.
يمكن تقسيم تسلية الأحزان إلى قسمين. الأول فلسفي وعقلاني، ويتضمن إشارات إلى سقراط وأرسطو ورسالة الإسكندر إلى والدته [الإنجليزية]. والثانية تفسيرية. يبدو أن قصص الشخصيات في العهد القديم التي تغلبت على الشدائد مكتوبة من الذاكرة.
وقد بقيت تسلية الأحزان موجودة في نسخة مخطوطة يرجع تاريخها إلى القرن التاسع الميلادي حسب جورجيو ليفي ديلا فيدا. في مرحلة ما بعد عام 1570 تقريبًا، فُقدت المخطوطة الأصلية بدايتها وتم ربطها مع قطع أخرى في مخطوطة جديدة. ينسب كتالوج الفاتيكان كتاب التعزية إلى إيليا الجوهري، ربما استنادًا إلى البداية المفقودة. وقد تم نشره وترجمته إلى الإيطالية.

### القانون والتسلسل الزمني
إن مجموعة القوانين الكنسية العربي هي ثاني أقدم مجموعة لقوانين كنيسة المشرق بعد مجموعة جبرائيل البصري التي ألفها قبل ذلك بوقت قصير باللغة السريانية. على الرغم من أن تأريخها غالبًا يعود إلى حوالي عام 893 أو حوالي عام 900، إلا أنها تشير إلى وثيقتين أصدرهما البطريرك يوحنا الرابع [الإنجليزية] (900-905)، يمكن تأريخ إحداهما بدقة إلى 11 يناير 903. هذا التاريخ هو نهاية ما بعد [الإنجليزية] كتابة القوانين.
لم يبقَ من كتاب القوانين إلا مخطوطة من القرن الثالث عشر (MS Vat. ar. 157)،  حيث تُنسب إلى "المطران إيليا الدمشقي". قام إيليا بترجمة النصوص التي جمعها إلى اللغة العربية. بالإضافة إلى قوانين مجامع كنيسة المشرق من إسحق [الإنجليزية] (410) إلى جورج الأول [الإنجليزية] (676)، فقد أدرج بعض القوانين من الكنيسة الرومانية، والتي كان من السهل الوصول إليها في دمشق: مجمع أنقرة [الإنجليزية] (314)، ونيوقيصرية [الإنجليزية] (315)، ونيقية (325) والقسطنطينية (381).  كما أدرج بعض الشرائع الرسولية الزائفة، مثل الشرائع الرسولية وتعاليم الرسل، و"الشرائع الكاذبة لآباء نيقية الـ 318".
تم ترتيب كتاب القوانين زمنيًا. قام إيليا بتجميع قائمة بأبرشيات كنيسة المشرق. هذه القائمة ذات قيمة هائلة للمؤرخ، ولكنها ليست قائمة كاملة. وهذا لا يشمل أبرشيات مقاطعة الصين [الإنجليزية] أو مقاطعة الهند [الإنجليزية]، ربما لأن المطارنة لم يعودوا يرسلون إليهما. لقد عانت الكنيسة في الصين بشدة من الاضطهاد الكبير من البوذية [الإنجليزية] عام 845 ومذبحة قوانغتشو عام 878. تتضمن قائمة إيليا إجمالي خمسة عشر مقاطعة، يسميها " أبرشيات ": مقاطعة البطريرك [الإنجليزية] ، والمقاطعات الست الأخرى في الداخل، والمقاطعات الثماني في الخارج (سبعة في الشرق وواحدة، مقاطعة إيليا الخاصة، في الغرب). وبما أن إيليا كتب باللغة العربية، في حين أن السجلات الرسمية للكنيسة كانت محفوظة باللغة السريانية، فهناك بعض عدم اليقين فيما يتعلق بتحديد بعض الأبرشيات. 
كما ضم إيليا أيضًا أقدم قائمة باقية لبطاركة كنيسة المشرق [الإنجليزية] (في الصفحة 82ر). ومع ذلك، فإن قائمة إيليا النصيبيني [الإنجليزية] لا تزال موجودة في نسخة أقدم. إيليا الدمشقي هو المؤرخ الأول الذي سجل - وربما يكون هو نفسه قد اختلق - وجود خمسة من البطاركة الأوائل غير الشرعيين مع تواريخ حبرياتهم: مع تاريخ: أبريس [الإنجليزية] (120-137)، وإبراهيم الكشاري [الإنجليزية] (159-171)، ويعقوب الأول [الإنجليزية] (190)، وأحا دابو [الإنجليزية] (204-220)، وشهلوفا [الإنجليزية] (220-224). والاثنان الأخيران هما في الواقع أساقفة أربيل في أواخر القرن الثالث الذين تم نقلهم إلى مناصب أعلى في الزمان والمكان. وقد أصبحت هذه النظريات الخمس مقبولة بشكل عام في التأريخ لكنيسة المشرق. اكتسب الثلاثة الأوائل قصصًا خلفية جعلتهم أقارب والد يسوع الأرضي، يوسف. كما وضع إيليا البطريرك التاريخي تومرسا [الإنجليزية] في منتصف القرن الثالث، لملء الفجوة بين شاهلوفا وبابا بار أغاي [الإنجليزية]، الذي بدأ حكمه حوالي عام 280. لكن على عكس خطأه الآخر، لم يلق هذا الخطأ رواجًا.
وقد تمت مقارنة كتاب إيليا " القوانين" بكتاب ابن الطيب في القرن الحادي عشر. وكان الأخير أكثر شمولًا، لكنه اختصر وأعاد صياغة القواعد، في حين تركها إيليا كما وجدها، لكنه تخطى الكثير منها. وصف إجنازيو غويدي مجموعة ابن الطيب بأنها خلاصة وافية ومجموعة إيليا هي عينة.

## ملحوظات
1. ↑  في باللاتينية لـ ج. إس أسماني، إلياس جيفيري؛ باللاتينية من كتالوج الفاتيكان هيلياس جيوهاري. اسمه الأول يُكتب أحيانًا إيليا وقد يُكتب لقبه أيضًا جواهري أو چوهاري. وهو معروف باسم إيليا الدمشقي، واللاتينية "Elias Damascenus". ربما يكون اسمه الأول هو إيليا.
2. ↑  طالع أبرشيات كنيسة المشرق حتى عام 1318 م [الإنجليزية]
3. ↑  نسخة رقمية متاحة عبر الإنترنت، باللونين الأبيض والأسود مع علامات مائية.
4. ↑  لاتينية De curandis passionibus animae، من كتالوج الفاتيكان تم تجميعه بين عامي 1569 و1574.[2]